# Agrodiaetus iris
Agrodiaetus iris är en fjärilsart som beskrevs av Ramon Agenjo Cecilia 1970. Agrodiaetus iris ingår i släktet Agrodiaetus och familjen juvelvingar. Inga underarter finns listade i Catalogue of Life.